# Chile en los Juegos Paralímpicos de Londres 2012
La participación de Chile en los Juegos Paralímpicos de Londres 2012 fue la sexta actuación paralímpica de ese país, oficialmente organizada por la Federación Paralímpica de Chile (FEPARACHILE). La delegación chilena estuvo compuesta de 7 deportistas —4 hombres (57%) y 3 mujeres (43%)— que compitieron en 4 de los 20 deportes reconocidos por el Comité Paralímpico Internacional para estos Juegos Paralímpicos.
El abanderado de Chile en la ceremonia de apertura fue el tenimesista en silla de ruedas Cristián Dettoni.

## Deportistas
Los deportistas chilenos que participaran en Londres 2012 son:
| - Tenis en silla de ruedas (4): - Robinson Méndez - Diego Pérez (Wild card) - Maria-Antonieta Ortiz - Francisca Mardones (Wild card) | - Atletismo (1): Cristián Valenzuela - Natación (1): Francisca Castro - Tenis de mesa (1): Cristián Dettoni |

## Medallistas
| Medalla        | Nombre              | Deporte   | Evento     | Fecha           |
| -------------- | ------------------- | --------- | ---------- | --------------- |
| Medalla de oro | Cristián Valenzuela | Atletismo | 5000 m T11 | 7 de septiembre |

## Detalle por deporte

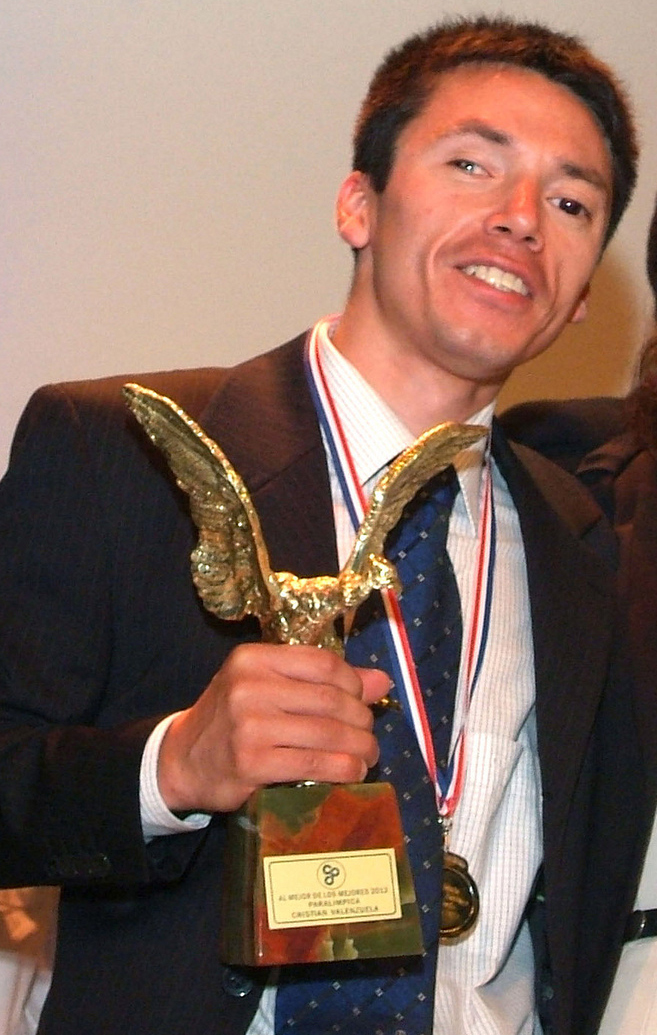
El atleta Cristian Valenzuela, junto con su guía Cristopher Guajardo, lograron en la prueba de los 5000 m la primera medalla paralímpica para Chile.

### Atletismo
| Atleta              | Evento      | Preliminares | Preliminares | Final        | Final          |
| Atleta              | Evento      | Resultado    | Lugar        | Resultado    | Lugar          |
| ------------------- | ----------- | ------------ | ------------ | ------------ | -------------- |
| Cristián Valenzuela | 1500 m T11  | 4:15.54      | 4.°          | 4:07.69      | 4.°            |
| Cristián Valenzuela | 5000 m T11  |              |              | 15:26.26     | Medalla de oro |
| Cristián Valenzuela | Maratón T12 |              |              | No participó | No participó   |

### Natación
Femenino
| Atleta           | Evento            | Preliminares | Preliminares | Final     | Final     |
| Atleta           | Evento            | Tiempo       | Lugar        | Tiempo    | Lugar     |
| ---------------- | ----------------- | ------------ | ------------ | --------- | --------- |
| Francisca Castro | 100 m espalda S10 | 1:17.71      | 12º          | Eliminada | Eliminada |

### Tenis en silla de ruedas
| Atleta                                   | Evento               | Ronda 1                       | Ronda 2                                | Octavos de final                                               | Cuartos de final       | Semifinal              | Final                  | Final      |
| Atleta                                   | Evento               | Contrincante Resultado        | Contrincante Resultado                 | Contrincante Resultado                                         | Contrincante Resultado | Contrincante Resultado | Contrincante Resultado | Lugar      |
| ---------------------------------------- | -------------------- | ----------------------------- | -------------------------------------- | -------------------------------------------------------------- | ---------------------- | ---------------------- | ---------------------- | ---------- |
| Robinson Méndez                          | Masculino individual | Thomas Mossier 6-3, 4-6 y 2-6 | Eliminado                              | Eliminado                                                      | Eliminado              | Eliminado              | Eliminado              | Eliminado  |
| Diego Pérez                              | Masculino individual | Michael Jeremiasz 0-6 y 0-6   | Eliminado                              | Eliminado                                                      | Eliminado              | Eliminado              | Eliminado              | Eliminado  |
| Robinson Méndez Diego Pérez              | Masculino dobles     |                               | Martin Legner Thomas Mossier 3-6 y 5-7 | Eliminados                                                     | Eliminados             | Eliminados             | Eliminados             | Eliminados |
| Francisca Mardones                       | Femenino individual  |                               | Elena Jacinto Vélez 6-3 y 6-1          | Aniek Van Koot 0-6 y 0-6                                       | Eliminada              | Eliminada              | Eliminada              | Eliminada  |
| Maria-Antonieta Ortiz                    | Femenino individual  |                               | Katharina Kruger 5-7 y 5-7             | Eliminada                                                      | Eliminada              | Eliminada              | Eliminada              | Eliminada  |
| Maria-Antonieta Ortiz Francisca Mardones | Femenino dobles      |                               |                                        | Johana Martínez Vega Angélica Bernal Villalobos 7-6, 4-6 y 5-7 | Eliminadas             | Eliminadas             | Eliminadas             | Eliminadas |

### Tenis de mesa
| Atleta           | Evento              | Preliminares | Preliminares | Cuartos de final       | Semifinal              | Final                  | Final     |
| Atleta           | Evento              | Partidos     | Sets         | Contrincante Resultado | Contrincante Resultado | Contrincante Resultado | Lugar     |
| ---------------- | ------------------- | ------------ | ------------ | ---------------------- | ---------------------- | ---------------------- | --------- |
| Cristián Dettoni | Masculino singles 7 | 0-2          | 1-6          | Eliminado              | Eliminado              | Eliminado              | Eliminado |

## Incidente
A Robinson Méndez se le rompió la base de su silla de ruedas días antes del inicio de los juegos cuando iba a participar en el abierto de Alemania para tenistas en silla de ruedas, por lo que tuvo que pedir prestada una silla de ruedas para poder seguir participando en ese torneo del cual resultó ser el ganador.